# VfB Liegnitz
Der Verein für Bewegungsspiele (VfB) Liegnitz war ein deutscher Fußballverein aus dem niederschlesischen Liegnitz, der bis 1945 existierte. Heute gehört Liegnitz zu Polen und heißt Legnica.

## Geschichte
Knapp 20 Jugendliche sollen es gewesen sein, die am 22. November 1919 den VfB Liegnitz gründeten. Ohne Schwierigkeiten wurde der neue Verein in den Südostdeutschen Fußball-Verband aufgenommen und konnte bald am Spielbetrieb teilnehmen. Allerdings stand dem VfB in der Anfangsphase kein eigener Platz zur Verfügung, so dass er auf Provisorien und die Gastfreundlichkeit der Lokalrivalen angewiesen war. Die fehlende eigene Spielstätte hinderte den VfB-Vorstand jedoch nicht, zusätzlich zum Fußballspiel weitere Sportarten in das Vereinsangebot aufzunehmen, nämlich Hockey, Handball, Tennis und Leichtathletik. Hinzu kamen noch intern durchgeführte Faustballspiele, Tischtenniskämpfe und diverse andere Mannschafts- und Einzelspiele, die eher als Ausgleichssportarten gedacht waren.
Trotz Platzproblemen tauchten die VfB-Fußballer schon 1921/22 unter den Spitzenvereinen des Gaues auf. Und bereits in der Spielzeit 1926/27 konnte die VfB-Elf erstmals die niederschlesische Meisterschaft gewinnen und anschließend – wenn auch ohne großen Erfolg – an der südostdeutschen Endrunde teilnehmen. Dazu heißt es in der VfB-Chronik: „Mit diesem Durchbruch zur Spitzenklasse war auch gleichzeitig das sportliche Niveau erreicht, das dem Verein finanzielle Sicherheit aus den Spieleinnahmen mit einem nunmehr gesicherten Besucherstamm gewährleistete.“
Die „finanzielle Sicherheit“ war auch dringend erforderlich, denn der VfB hatte ab 1927 ein Projekt zu stemmen, das ohnehin mit vielen Risiken behaftet war und bei Versiegen der Geldquellen leicht zum Untergang des gesamten Vereins hätte führen können. Es ging um den Erwerb einer eigenen Spielstätte – und es sollte alles gut gehen. 1927 trat die Stadt Liegnitz ein für Sportzwecke vorbereitetes Gelände an der Immelmannstraße an den VfB ab. Bis 1934 schuf der Verein dort mit großem Einsatz seiner Mitglieder das lange ersehnte „VfB-Stadion“. Kaum ein Mitglied schloss sich aus, durch freiwillige Arbeitsstunden und Geldspenden diese große Aufgabe zu ermöglichen. An der Immelmannstraße entstand eine Sportanlage mit
- einem Spielfeld in den Maßen 105 × 70 m
- einer Ovalaschenbahn nach neuesten Erkenntnissen der Hochschule für Leibesübungen Berlin, Länge 400 m sowie sechs Sprinterbahnen von 130 m Länge
- zwei Tennisplätzen
- einer Clubgaststätte
- entsprechenden Umkleideräumen.

Außerdem entstanden im letzten Bauabschnitt als Abschluss der Arbeiten terrassenartig angelegte Stehplätze. Das VfB-Stadion fasste so die Zahl von 1941 – 10.000 Besucher.
Noch während an der eigenen Platzanlage gebaut wurde, ging die Erfolgsgeschichte der üblicherweise in roten Hemden und weißen Hosen zu den Spielen antretenden VfB-Fußballer weiter. Der Vereinschronist führt die Erfolgsbilanz hauptsächlich auf die gute Breiten- und Jugendarbeit sowie die Art der Erziehung im Verein zurück: „Dieser rasche Aufstieg war möglich, weil die Voraussetzungen für guten Nachwuchs aus den unteren Mannschaften gegeben waren. In einer Breitenarbeit, die bei den Senioren außer in der Liga-Elf noch in zeitweilig bis zu vier Senioren-Mannschaften betrieben wurde, schaffte sich der VfB die Grundlagen seiner Erfolge. Geformt aber wurden die Mitglieder besonders in einer großen Jugendabteilung, in welcher sie sich in zehn Mannschaften der Knaben- und Jugendklasse sportlich betätigen konnten. In diesen Gruppen hatte der Verein einen großen Einfluss auf das sportliche Leitbild des jungen Menschen, und so entsprangen viele Leistungserfolge dem anerzogenen Charakter und der Willensbildung, welche dem Einzelnen immer wieder durch Belehrung und Vorleben der Älteren nahe gebracht wurden.“
Siebenmal schaffte der VfB bis 1933 die Niederschlesienmeisterschaft und damit die Teilnahme an der südostdeutschen Endrunde. Den absoluten Höhepunkt bildete dabei die Spielzeit 1930/31, als die Liegnitzer als Südostdeutscher Vizemeister an der Endrunde um die deutsche Meisterschaft teilnehmen durfte. Am 10. Mai 1931 unterlagen sie im Achtelfinale vor 15.000 Zuschauern auf dem Berliner Hertha-Platz am Gesundbrunnen gegen den Berliner Tennis-Club Borussia mit 1:6. Trotz der hohen Niederlage hatte das erstmalige Auftreten auf nationaler Ebene erfreuliche Folgen für den VfB: es wurden Spielabschlüsse mit bekannten auswärtigen Vereinen möglich, und in der Katzbachstadt selbst wurde der Verein so populär, dass er sich einer ständig wachsenden Mitgliederzahl erfreute. Beim Nachwuchs drängten vor allem Schüler der Oberrealschule zu den Rot-Weißen.
Umso größer war zwei Jahre später die Enttäuschung, dass der Verein bei der Fußball-Neuordnung durch die Nazis keine Berücksichtigung für die neue Gauliga Schlesien fand, sondern in die zweitklassige Bezirksliga Niederschlesien eingeordnet wurde. Bis zum Beginn des Zweiten Weltkriegs schaffte man es auch nicht, wieder erstklassig zu werden. Erst in der Saison 1940/41 schaffte der VfB für ein Jahr den Sprung in die Gauliga Schlesien. Mit dem Kriegsende 1945 erlosch der Verein.

## Erfolge
- Südostdeutscher Vizemeister und Teilnehmer an der Endrunde um die deutsche Meisterschaft: 1930/31
- 7 × Niederschlesischer Meister und Teilnehmer an der Südostendrunde: 1926/27, 1927/28, 1928/29, 1929/30, 1930/31, 1931/32, 1932/33.